# Mimeresia decolorata
Mimeresia decolorata är en fjärilsart som beskrevs av Gustaaf Hulstaert 1924. Mimeresia decolorata ingår i släktet Mimeresia och familjen juvelvingar. Inga underarter finns listade i Catalogue of Life.